# Belisario Cristaldi
Belisario Cristaldi, italijanski duhovnik, škof in kardinal, * 11. julij 1764, Rim, † 25. februar 1831, Rim.

## Življenjepis
2. oktobra 1826 je bil povzdignjen v kardinala in pectore.
15. decembra 1828 je bil razglašen za kardinala-diakona pri S. Maria in Portico.
Umrl je 25. februarja 1831.